# Garrulax maximus
El charlatán gigante (Garrulax maximus) es una especie de ave paseriforme de la familia Leiothrichidae endémica de las montañas del este de la meseta tibetana.

## Distribución y hábitat
Se encuentra únicamente en las montañas que circundan la meseta tibetana por el este, distribuido por el interior de China y el extremo nororiental de la India. Su hábitat natural son los bosques de montaña templados.